# Nowy Korczyn
Nowy Korczyn is een dorp in de Poolse woiwodschap Święty Krzyż. De plaats maakt deel uit van de gemeente Nowy Korczyn en telt 1032 inwoners.